# 중앙예닮학교
중앙예닮학교는 경기도 용인시에 있는 중학교 및 고등학교 과정의 기숙형, 인가형대안학교이다. 개신교 신앙교육에 특화되어 있다.

## 연혁
- 2018년 3월 8일 : 개교[2]